# سقوط مدينة الجزائر (1520)
سقوط مدينة الجزائر هو ثمرة رحلة استكشافية للقوات مملكة كوكو، ومقرها في منطقة القبائل، في متيجة ضد إيالة الجزائر تحت حكم الإخوة بربروس، انطلاقا من آيت عايشة في منطقة القبائل السفلى .
فتح هذا الاستيلاء على المدينة فترة حكم سلطان كوكو على مدينة الجزائر، وبذلك يصبح بلقاضي "ملك كوكو والجزائر » لمدة خمس إلى سبع سنوات (1520-1525 / 1527) , .
وأبرم قارة حسن، آغا خير الدين السابق، اتفاقية مع بلقاضي، واستقر في شرشال وتأمر على الساحل الغربي من تيبازة إلى شرشال. مما أجبر خير الدين بالتراجع إلى جيجل.